# فراست‌پانک
فراست‌پانک (به انگلیسی: Frostpunk) یک بازی ویدئویی به سبک استیم‌پانک، شهرسازی و بقاست که توسط استودیو ۱۱ بیت توسعه و عرضه شده‌است. این بازی در اوت ۲۰۱۶ معرفی و برای عرضه روی ویندوز برنامه‌ریزی شد. توسعه دهندگان در ابتدا تاریخ عرضه بازی را در سه‌ماهه سوم سال ۲۰۱۷ اعلام کردند، اما بازی تأخیر خورد و برای عرضه در سه‌ماهه اول ۲۰۱۸ برنامه‌ریزی شد. در ۹ مارس ۲۰۱۸، تاریخ عرضه نهایی بازی، ۲۴ آوریل ۲۰۱۸ (۴ اردیبهشت ۱۳۹۷) معرفی شد.

## داستان
در سال ۱۸۸۶ توفان‌های یخی و برف شدید باعث نابودی محصولات و مرگ میلیون‌ها نفر شده‌است.
بازیکن رهبری گروهی از مردم را بر عهده می‌گیرد که از گرسنگی و سرما فرار کرده‌اند تا یک مولد گرما پیدا کنند. بازیکن باید آنان را به‌گونه‌ای مدیریت کند که موفق شوند مولد را روشن کنند و برای برطرف کردن نیازهای پایه‌ای‌شان، شهری بسازند.

## بازتاب‌ها
فراست‌پانک «به‌طور کلی نقدهای مطلوبی» دریافت کرد و به امتیاز ۸۷ در وبگاه متاکریتیک رسید. یوروگیمر ایتالیا به آن نمره ۹ از ۱۰ داد و گفت: «فراست‌پانک یک بازی شهرسازی و بقای افسانه‌ای است که در ارائه گیم‌پلی بهینه و بهبود آن با یک محیط قابل باور و ترسناک و یک داستان همه‌جانبه موفق بوده. یک شاهکار برجسته که مانند این جنگ من، عنوان قبلی این استودیو، به کیفیت بالایی می‌رسد.» کریستوفر لیوینگستون از پی‌سی گیمر هم به بازی نمره ۸۹ داد و دربارهٔ آن نوشت: «فراست‌پانک یک بازی سبک بقا و مدیریتی استرس‌زا، زیبا و اعتیادآور است که با انتخاب‌های فوق‌العاده دشوار پر شده‌است.»